# Ceanothus parvifolius
Ceanothus parvifolius là một loài thực vật có hoa trong họ Táo. Loài này được (S.Watson) Trel. mô tả khoa học đầu tiên năm 1888.